# Mutase
 (signalé en mai 2025).
Si vous disposez d'ouvrages ou d'articles de référence ou si vous connaissez des sites web de qualité traitant du thème abordé ici, merci de compléter l'article en donnant les références utiles à sa vérifiabilité et en les liant à la section « Notes et références ».
- Archive Wikiwix
- Bing
- Cairn
- DuckDuckGo
- E. Universalis
- Gallica
- Google
- G. Books
- G. News
- G. Scholar
- Persée
- Qwant
- (zh) Baidu
- (ru) Yandex
- (wd) trouver des œuvres sur Wikidata

Une mutase est une isomérase qui catalyse le transfert d'un groupe fonctionnel entre deux positions d'une même molécule. Des exemples de mutases sont :
- la phosphoglycérate mutase, qui transfère un groupe phosphate de C-3 en C-2 pour convertir le 3-phospho-D-glycérate en 2-phospho-D-glycérate,
- la bisphosphoglycérate mutase, qui transfère un groupe phosphate de C-1 en C-2 pour convertir le 1,3-bisphospho-D-glycérate en 2,3-bisphospho-D-glycérate,
- la phosphoglucomutase, qui transfère un groupe phosphate entre les positions de C-1’ en C-6’ pour réaliser la conversion réversible de l'α-D-glucose-1-phosphate en α-D-glucose-6-phosphate,
- la méthylmalonyl-CoA mutase, qui transfère un groupe carboxyle pour convertir la L-méthylmalonyl-CoA en succinyl-CoA,
- etc.